# Grazer Glockenspiel

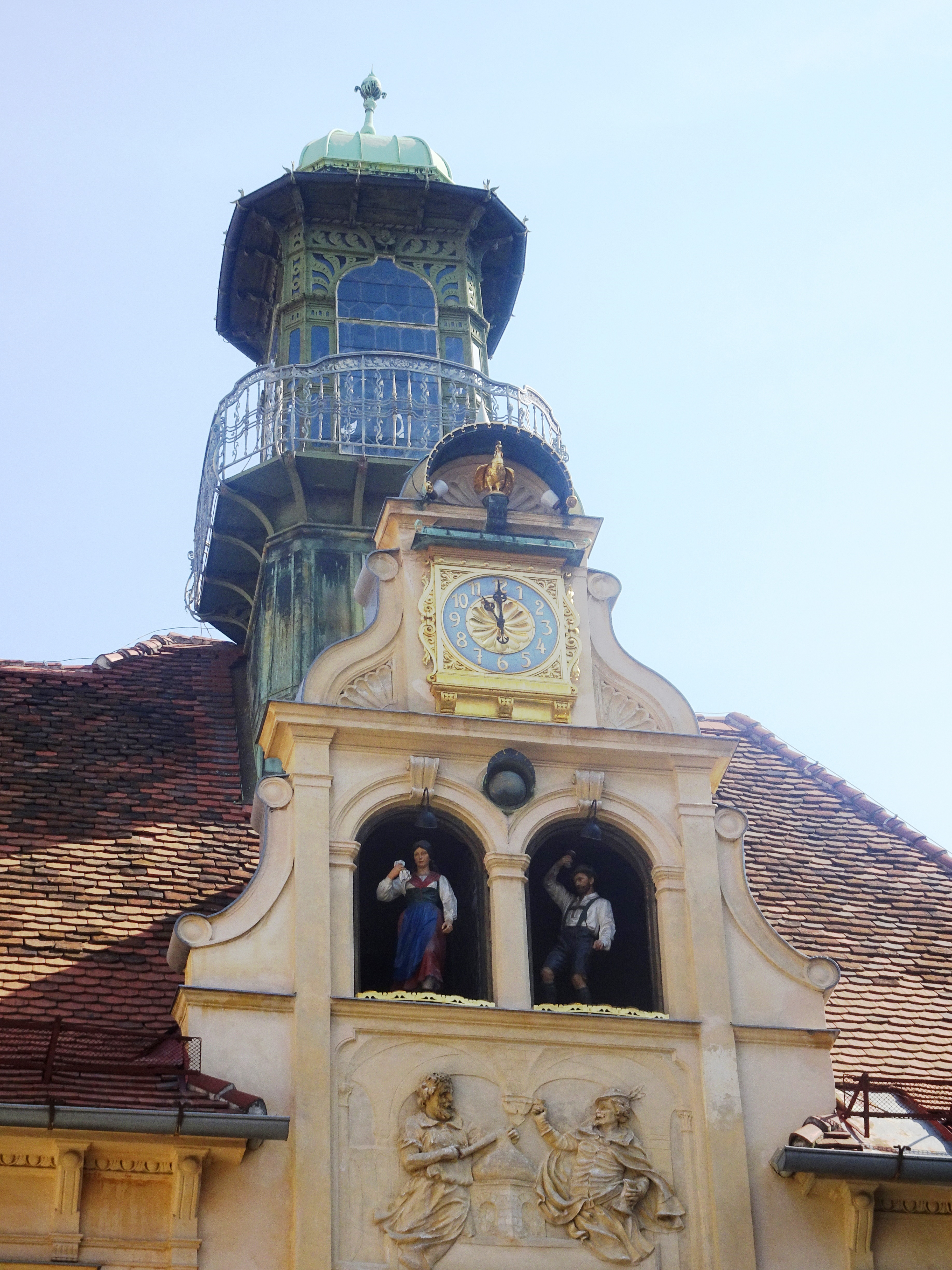
Das Grazer Glockenspiel im Betrieb

Das Grazer Glockenspiel ist eine Sehenswürdigkeit in der steirischen Landeshauptstadt Graz. Das Glockenspiel entstand zwischen 1903 und 1905 als Geschenk des Spirituosenfabrikanten Gottfried Simon Maurer an die Stadt. Es entwickelte sich schnell zu einer beliebten Attraktion, sodass der Platz, an dem es liegt, seit 1908 den Namen Glockenspielplatz trägt. Seit September 2024 ist das Grazer Glockenspiel vorübergehend außer Betrieb.

## Entstehung

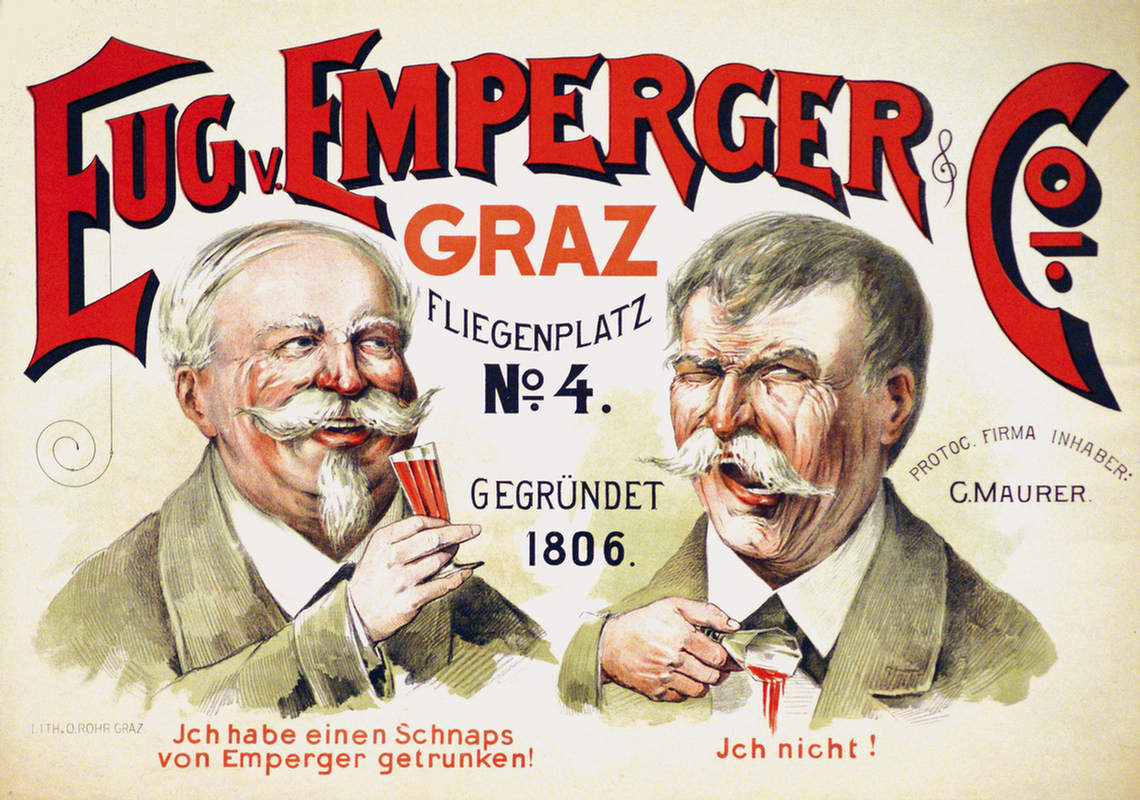
Werbeposter Gottfried Maurers, noch mit der Adresse Fliegenplatz №4

Das mittlerweile so genannte „Glockenspielhaus“ (heute Glockenspielplatz Nr. 4) geht auf mittelalterliche Bauten zurück, 1596 wurde es als „Nürnbergerisches Heusl“ bezeichnet. Von 1649 bis 1773 war es Eigentum des Jesuitenkollegiums („kleines Jesuitenhaus“; die Jesuiten betrieben seit ihrer Gründung 1585 die Universität Graz), nach Auflösung des Jesuitenordens war es von 1795 bis 1825 k. k. Polizeidirektion. Der kleine Platz, an dem das Haus liegt, hieß zumindest seit Mitte des 18. Jahrhunderts „Fliegenplatz“. 1884 erwarb Gottfried Simon Maurer, seit 1880 Eigentümer der Spirituosenfabrik Eugen von Emperger & Co., das Haus. Er hatte nach eigenen Angaben auf Reisen in Belgien und Holland „Gelegenheit, die besondere Anziehungskraft kennenzulernen, welche Glockenspiele auf Einheimische und Fremde, auf jung und alt ausüben.“ Maurer beschloss (nicht ohne Gedanken an den Werbewert für sein Unternehmen), seiner Heimatstadt eine solche Attraktion zum Geschenk zu machen und ein Glockenspiel an seinem Firmensitz am Fliegenplatz zu installieren.
Der Grazer Gemeinderat genehmigte das Projekt im Jahr 1903. Am 24. Dezember 1905 um 11 Uhr vormittags erklang das Glockenspiel schließlich zum ersten Mal öffentlich. Gespielt wurden die Österreichische Kaiserhymne, die Steirische Landeshymne Hoch vom Dachstein an und das Glockenspiel aus Mozarts Zauberflöte. Das Werk wurde schnell zu einer Grazer Attraktion. So entschied der Gemeinderat im Februar 1908, den als unschön empfundenen Namen „Fliegenplatz“ in „Glockenspielplatz“ zu ändern. Ebenfalls umbenannt wurde die benachbarte „Fliegengasse“ in „Glockenspielgasse“, sie heißt allerdings seit 1935 aus politischen Gründen „Abraham-a-Santa-Clara-Gasse“. Gottfried Maurer vermachte das Glockenspiel 1929 der Stadt mit der Auflage, es weiterhin zu betreiben.

## Ablauf einer Vorführung
Nach dem Stundenschlag öffnen sich zum Beginn der Vorführung zwei Butzenglastüren im Giebel des Hauses. Aus ihnen treten zwei hölzerne, bemalte Figuren in Tracht, die sich zu den drei gespielten Melodien drehen. Sie stammen von dem Bildhauer Georg Winkler (1862–1933, Professor an der heutigen Ortweinschule). Über dem Tanzpaar befindet sich eine Kugel zur Anzeige der Mondphasen, darüber eine Uhr und schließlich ein goldener Hahn, der zum Ende der Vorführung mit den Flügeln schlägt und ein mit Blasebalg erzeugtes Krähen ertönen lässt. Das Glockenspiel erklingt um 11:00, 15:00 und 18:00 Uhr, die Musikstücke werden seit jeher regelmäßig gewechselt, aktuell geschieht dies fünfmal jährlich. Seit September 2024 ist das Grazer Glockenspiel vorübergehend außer Betrieb.

## Technik und Gestaltung
Das Glockenspiel deckt mit 24 Glocken einen Umfang von 2 Oktaven (d' bis d''') ab. Die ursprünglichen Glocken wurden in der Glockengießerei Hilzer (k.k. Hofglockengießer Peter Hilzer) gegossen. Die kleinste wog 5,5 kg bei einem Durchmesser von 20 cm, die größte 176 kg bei einem Durchmesser von 67 cm. Das Gesamtgewicht der Glocken betrug 1057 kg. Diese Glocken wurden 1943 eingeschmolzen. Ersatz schuf 1956 die Innsbrucker Glockengießerei Grassmayr. Die Glocken hängen sichtbar in einem Dachreiter, den das Stahlbauunternehmen Waagner-Biro konstruierte. Das darunter befindliche Spielwerk stammt von dem niedersächsischen Turmuhrhersteller Eduard Korfhage & Söhne. Es besteht aus dem rund 400 kg schweren Uhrwerk und der rund 800 kg schweren Spielwalze. Uhrwerk und Spielwerk werden durch Gewichte angetrieben (im Falle des Spielwerks 200 kg), die bereits bei ihrer Entstehung 1905 automatisch elektrisch aufgezogen wurden. Die 2,2 m lange Walze hat 22.500 Bohrungen. Mit 800 dort eingesetzten Stahlstiften, die beim Drehen der Walze mechanisch abgetastet werden, können so auf einer Umdrehung der Walze drei Musikstücke mit einer Gesamtspielzeit von bis zu 8 Minuten „programmiert“ werden.
Zur gleichen Zeit, als das Glockenspiel gebaut wurde, ließ Gottfried Maurer auch die Fassade des Hauses von Friedrich Sigmundt und Georg Hönel in späthistoristisch-sezessionistischem Stil umgestalten. Das gesamte Ensemble weist nicht nur durch den groß angebrachten Firmennamen Bezüge zum Geschäftsfeld des Stifters auf. Der männliche Tänzer hält in seiner rechten Hand einen Krug; das Relief an der Fassade unterhalb des Tanzpaars zeigt einen Branntweinproduzenten mit Destillierkolben und zufriedenem Kunden. Auch die Fassade des benachbarten Hauses (Glockenspielplatz Nr. 3), das sich ebenfalls im Unternehmensbesitz befand, nimmt das Thema durch Mosaike rastender, musizierender und trinkender Figuren in Tracht auf. Passenderweise ist der Glockenspielplatz heute Teil des Grazer „Bermudadreiecks“, eines durch Kulinarik und reges Nachtleben charakterisierten Bereichs der Altstadt.

Galerie
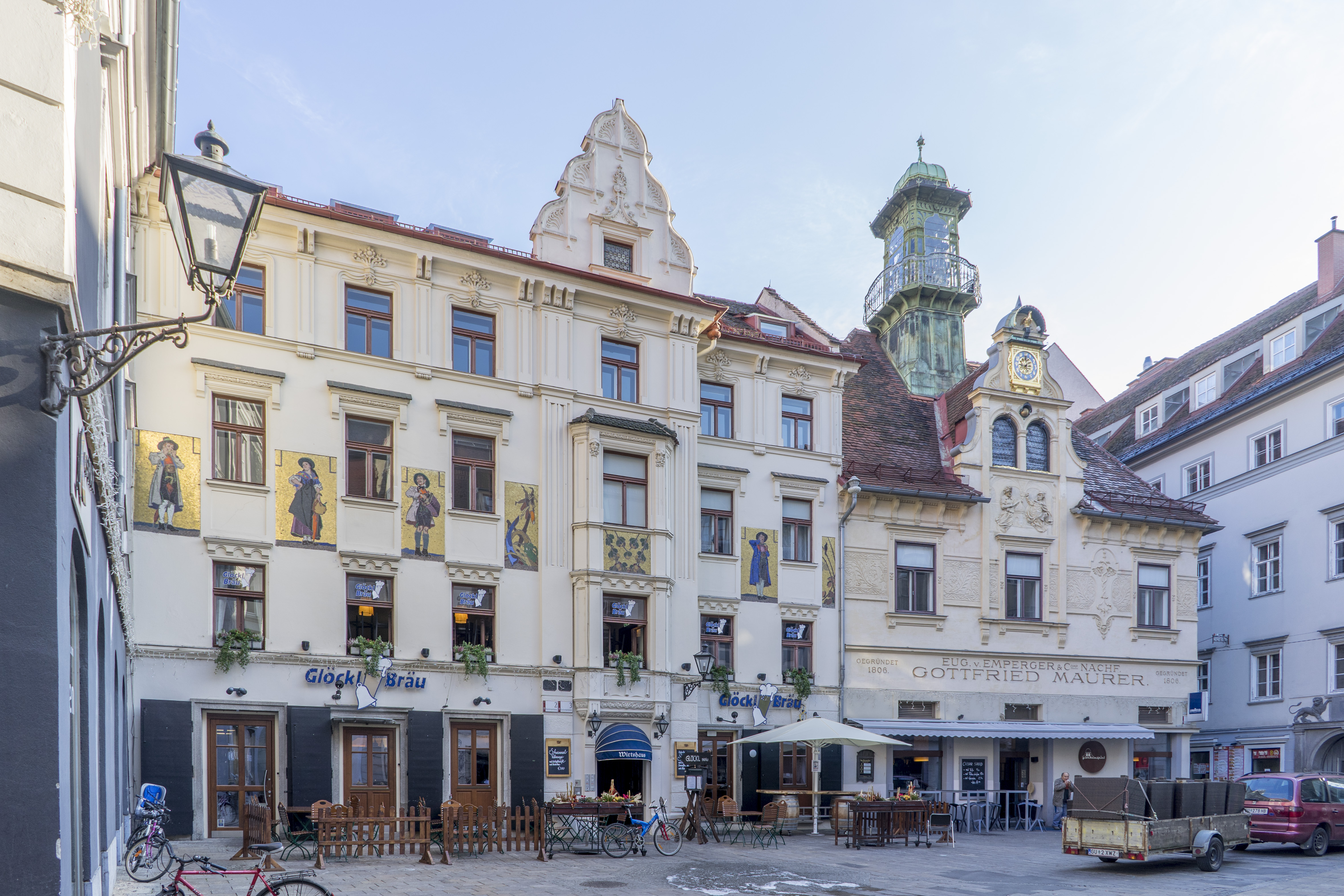
Häuser Glockenspielplatz Nr. 3 und 4
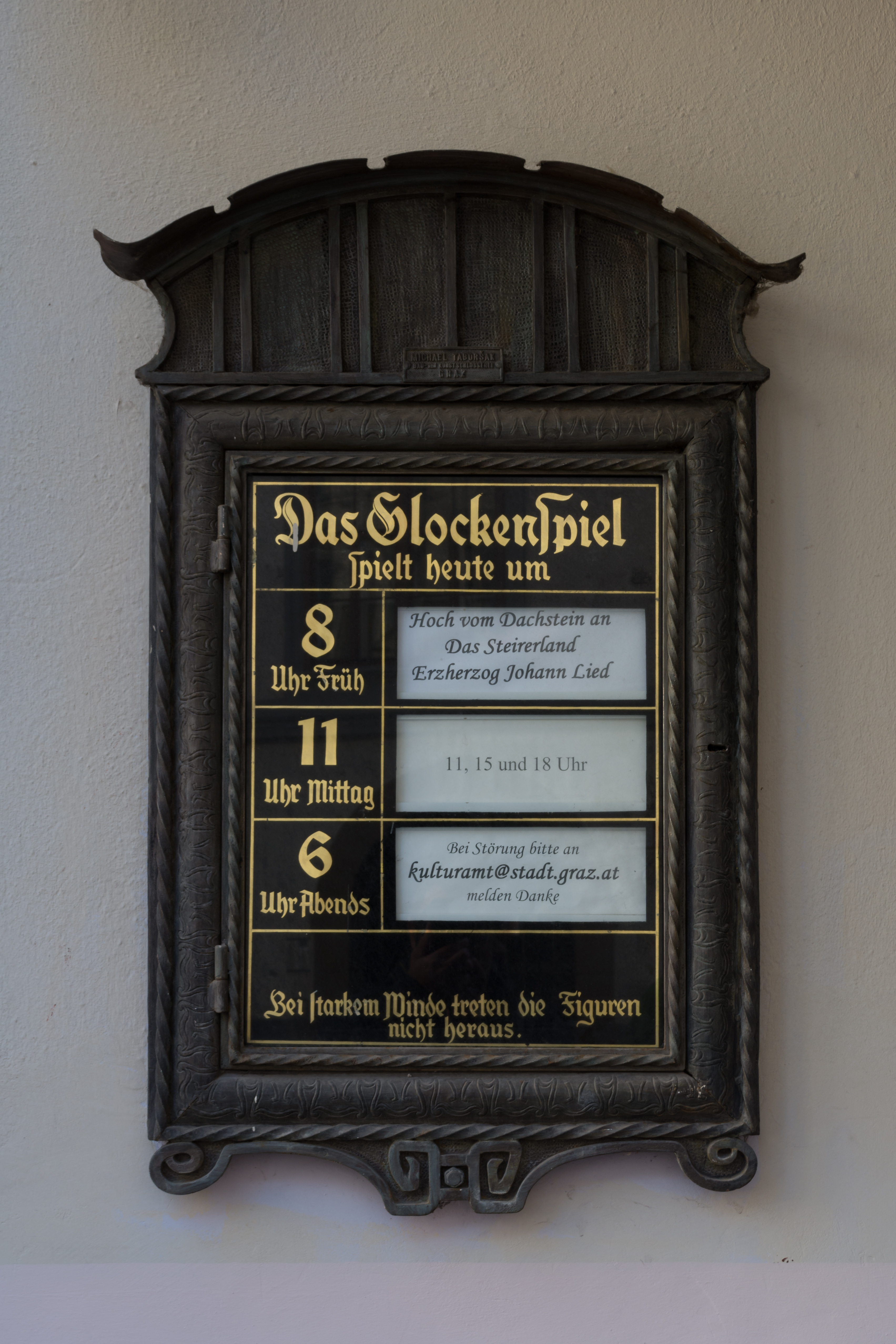
Historischer Schaukasten
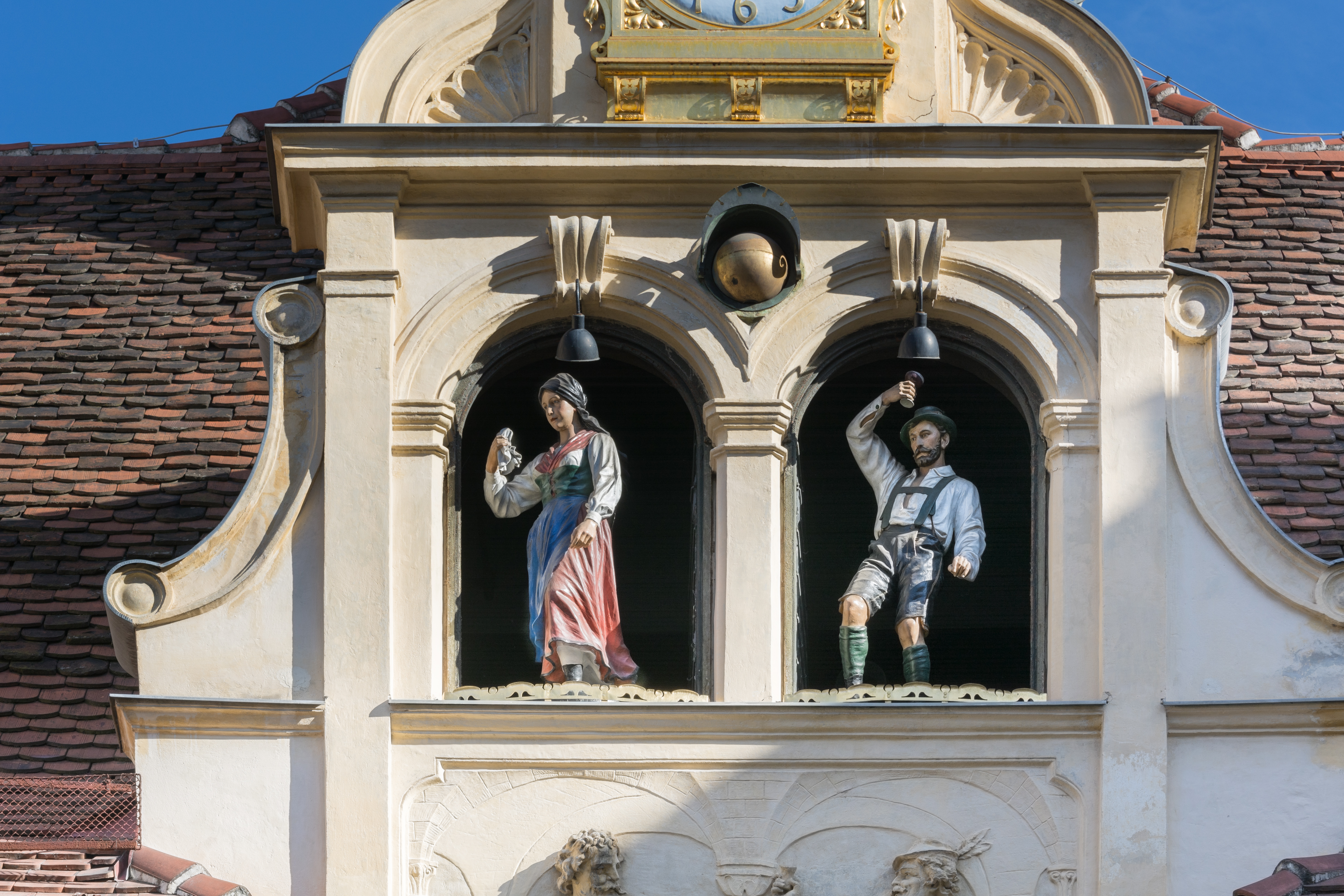
Tänzer und Mondphasenanzeige
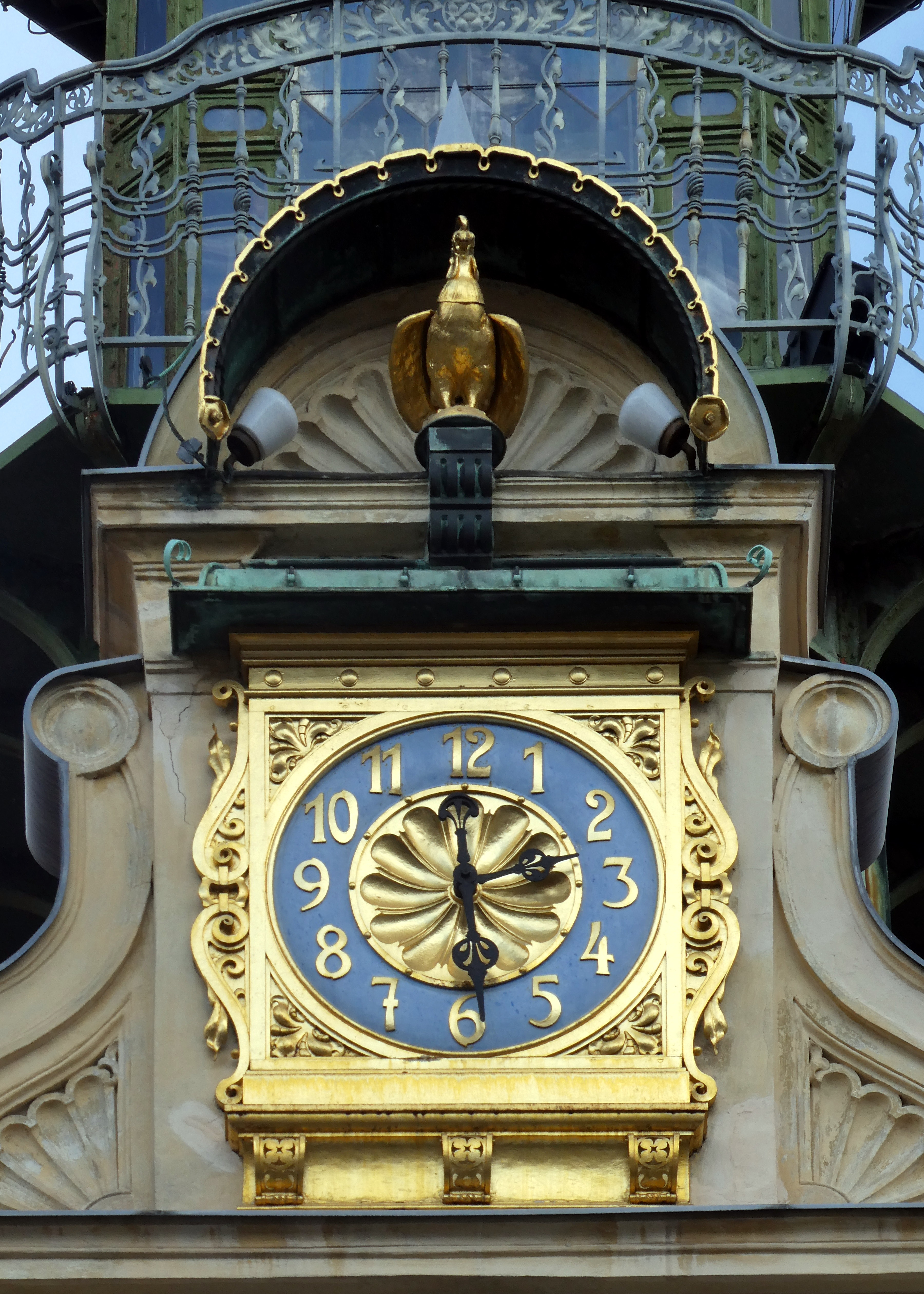
Uhr und Hahn
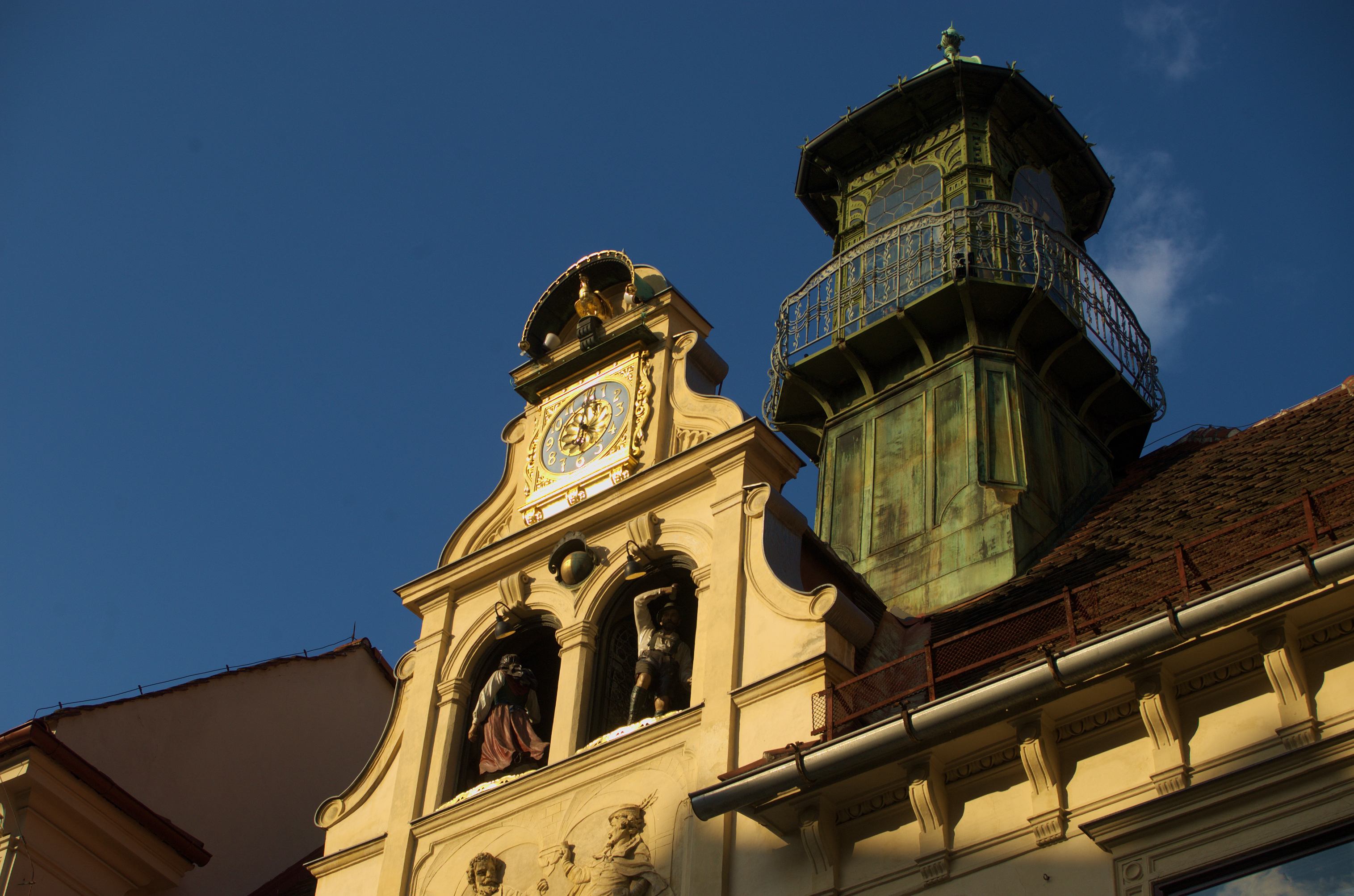
Gesamte Anlage